# Theo Francken
Pour les articles homonymes, voir Franken (homonymie).
Theo J.E. Francken, né le 7 février 1978 à Lubbeek en Belgique, est un homme politique belge membre du parti nationaliste flamand N-VA, secrétaire d'État à l'Asile et aux Migrations et responsable de la Simplification administrative dans le gouvernement Michel I du 11 octobre 2014 au 9 décembre 2018.
En février 2025, il intègre le gouvernement De Wever comme ministre de la Défense, chargé du Commerce extérieur.

## Biographie

### Formation
Theo Francken a commencé des etudes en sciences pédagogiques de la Katholieke Universiteit Leuven en 2001,. Mais n'a pas terminé sa formation. 

### Carrière politique
De 2001 à 2004, Theo Francken est assistant parlementaire pour la Volksunie au Parlement flamand,.
Il est ensuite, de 2004 à 2008, conseiller au cabinet du ministre flamand Geert Bourgeois pour les questions d'Éducation, d'emploi, de sport et d'intégration,,.
Chef de la section locale de la N-VA à Lubbeek, il se présente aux élections communales de 2006, mais n'obtient qu'un résultat décevant.
En 2008 et 2009, il est collaborateur scientifique de la fraction N-VA au Parlement flamand.
En 2009 et 2010, il est chef de cabinet adjoint du vice-ministre-président du gouvernement flamand Geert Bourgeois pour l'intégration civique et la ceinture de communes flamandes « Vlaamse Rand »,.
En 2010, chef de la N-VA dans la circonscription de Louvain, se présentant sur les questions d'asile, de la migration et d'intégration, il obtient 13 164 voix de préférence, et devient député fédéral le 6 juillet 2010.
En 2012, son parti remporte les élections communales à Lubbeek : Theo Francken y détrône l'Open Vld (libéraux flamands) et devient bourgmestre.
Le 13 juin 2010, il est élu à la Chambre des représentants.
Le 11 octobre 2014, il est nommé Secrétaire d'État à l'Asile, à la Migration et à la Simplification administrative dans le gouvernement Michel I,.
Le 9 décembre 2018, Theo Francken est remplacé par Maggie De Block à l'Asile et à la Migration,, à la suite de la crise gouvernementale provoquée par le Pacte mondial sur les migrations et redevient député à la Chambre des représentants, de même que Jan Jambon et Zuhal Demir.
Le 3 février 2025, il intègre le gouvernement De Wever comme ministre de la Défense, chargé du Commerce extérieur.

### Prises de position et controverses

#### Liens avec l'extrême droite

##### Présence à l'anniversaire du sympathisant nazi Bob Maes
Le 14 octobre 2014, trois jours après avoir été nommé secrétaire d'État dans le gouvernement Michel I, Theo Francken essuie les critiques de l'opposition pour avoir assisté quelques jours auparavant, avec le N-VA Ben Weyts (ministre flamand de la Mobilité) au 90e anniversaire du sympathisant nazi et collaborateur Bob Maes, ex-membre du parti politique pro-nazi VNV (Vlaams Nationaal Verbond) pendant la Seconde Guerre mondiale, et fondateur en 1950 du Vlaamse Militanten Orde (VMO), une milice privée d'extrême droite, interdite depuis 1983. Le VMO était l'héritier direct du mouvement collaborationniste en Flandre et le prolongement des organisations d'extrême droite en Flandre dans l'entre-deux guerres. À la suite de ces révélations, plusieurs partis demandent la démission du secrétaire d’État à l’Asile et la Migration et du ministre flamand de la Mobilité.
L'opposition reproche au Premier ministre son manque de prise de position à la suite des agissements de Theo Francken et, en réponse, Charles Michel condamne au nom de son gouvernement la collaboration avec l'occupant pendant la Seconde Guerre mondiale : « Avec l'ensemble du gouvernement, sans ambiguïté, nous condamnons la collaboration. C’est un crime, et un crime injustifiable ».

##### Organisation de réunions d'extrême droite (VNV)
Le lendemain, 15 octobre 2014, le cdH réclame la démission du secrétaire d'État après la révélation par la presse du fait qu'il organisait des réunions d'extrême-droite pour le compte d'un groupe portant le nom VNV - une claire référence au Vlaams Nationaal Verbond, ce parti qui avait collaboré avec les nazis pendant la Seconde Guerre mondiale.
Les quotidiens du groupe Sudpresse publient des courriels envoyés en 2007 par M. Francken à propos de ce VNV dans lesquels il tient des propos menaçants et homophobes: "si certains révélaient ces réunions secrètes, ils recevraient une balle ou devraient passer une nuit avec Christian Dutoit" qui, précisent les journaux, est un homosexuel flamand notoire.

##### Politique inspirée du Vlaams Belang
Theo Francken est l'artisan de la ligne dure au sein de la N-VA, que le parti d'extrême droite Vlaams Belang lui reproche de lui avoir volée, ce qui lui a valu le surnom de « Xerox » dans les rangs de ce parti.
Le 22 novembre 2018, dans un débat avec le président du Vlaams Belang Tom Van Grieken, Theo Francken reconnaît s'inspirer parfois du parti d'extrême droite en matière migratoire,. Durant ce débat, Francken affirme que « Le Vlaams Belang est comme le canari dans la mine », allusion aux avertissements de l'ancien président du Vlaams Belang Filip Dewinter sur le groupuscule jihadiste Sharia4Belgium. Il poursuit « Je suis (ce qu'écrit) le Vlaams Belang en matière de migration, je ne me sens pas à l'aise de le reconnaître » et avoue « Je lis vos textes, parfois je m'en inspire. Sur ce terrain, vous avez énormément conscientisé, c'est méritoire ». Il dit aussi être opposé au principe du « cordon sanitaire », un principe qui exclut en Belgique et en Flandre toute alliance avec le parti d'extrême droite Vlaams Belang.
Les réactions à cette prise de position sont vives tant du côté de l'opposition que de la majorité, où le chef de groupe des libéraux à la Chambre, David Clarinval, est sévère avec Theo Francken : « Ses propos sont inacceptables ».
Un sondage publié par le quotidien flamand De Standaard en mars 2018 estime que 71 % des Flamands soutiennent la politique de Théo Francken en matière d'asile (mais seulement 40 % des Francophones belges).
Le 9 novembre, Karel De Gucht , ancien Commissaire européen au Commerce, ancien ministre des Affaires étrangères, ancien président des libéraux flamands et une des figures de proue de l'Open Vld, estime que « les nationalistes basculent de plus en plus vers l'extrême-droite (...) Lorsque Theo Francken déclare, sans vergogne, s'inspirer du Vlaams Belang en matière migratoire, que doit-on penser? »,.
À la suite des élections fédérales, régionales et européennes du 26 mai 2019, qui ont vu la percée du Vlaams Belang en Flandre, Francken annonce le 31 mai 2019 ne pas exclure des négociations avec le parti d'extrême-droite si celui-ci arrive avec des propositions concrètes similaires à celles de la N-VA, ce qui romprait le cordon sanitaire.

##### Refus de dire «Vive la Belgique» lors de la fête nationale (2025)
Le 21 juillet 2025, à l’occasion de la fête nationale belge, Théo Francken, alors ministre de la Défense, a suscité une polémique en refusant de dire « Vive la Belgique » au micro de RTL-TVI, tout comme le Premier ministre Bart De Wever, également membre de la N-VA. Les deux responsables politiques ont invoqué leur attachement au nationalisme flamand et leur volonté de voir une Flandre indépendante pour justifier leur silence.
Le geste a été qualifié de « scandaleux » par plusieurs membres de l’opposition, notamment au sein des partis francophones, qui y ont vu un manque de respect envers les institutions fédérales et une provocation délibérée en pleine célébration nationale. Des éditorialistes et responsables politiques ont dénoncé un comportement « indigne d’un ministre fédéral ».
L'incident a ravivé le débat sur la loyauté des ministres N-VA envers l'État belge et leur participation au gouvernement fédéral, malgré un programme politique axé sur le confédéralisme voire la séparation.

#### Propos jugés racistes

##### Doutes sur la valeur ajoutée de certaines diasporas
Le 15 octobre 2014, quatre jours après sa nomination comme secrétaire d'État, un post Facebook de Francken datant de 2011 refait surface et est mis en avant par la RTBF : « Je peux me figurer la valeur ajoutée des diasporas juive, chinoise et indienne mais moins celle des diasporas marocaine, congolaise ou algérienne ».
Le 16 octobre, Theo Francken présente des excuses à la Chambre mais, le 17 octobre, le journal flamand De Morgen révèle un e-mail du 2 mai 2007 dans lequel Francken analysait pourquoi les homosexuels sont traités de manière plus agressive à Bruxelles : « Cela n’a rien à voir avec nous mais avec le nombre élevé d’islamistes et de petits cons marocains »,. Et de terminer en ironisant : « Tous les musulmans en dehors de Bruxelles ? Ce serait assez amusant ;-) »,.

##### Tweets après l'élection de Catherine Moureaux
Le 18 octobre 2018, Catherine Moureaux est pressentie pour devenir bourgmestre de Molenbeek-Saint-Jean après les élections communales du 14 octobre.
Theo Francken poste plusieurs tweets basés sur une même photo où on aperçoit Catherine Moureaux fêter sa victoire entourée par une foule en liesse composée majoritairement d'hommes issus de l'immigration : « Voici la nouvelle bourgmestre de Molenbeek. Toutes les autres femmes ont dû rester à la maison. » et « Le plan Canal au canal, le plan jihad sur la table. Où sont les femmes? »,,,.

#### Traitement des réfugiés syriens

##### Refus d'accorder des visas humanitaires à une famille syrienne
En novembre 2016, une famille syrienne fuyant Alep demande des visas humanitaires à la Belgique. Une famille namuroise souhaite accueillir le ménage syrien et entame des démarches juridiques, et le tribunal de première instance condamne l'État belge à 4 000 euros d'astreinte par jour tant que ce document ne leur est pas délivré mais Francken va en appel en déclarant « Nous allons épuiser tous les moyens légaux afin de s'y opposer ».
Le 20 octobre, le Conseil du contentieux des étrangers impose aux autorités de délivrer des visas ou laissez-passer à la famille syrienne.
En décembre, la cour d'appel de Bruxelles rend un arrêt qui l'oblige à délivrer les visas mais Francken s'entête : « Les visas ne seront pas délivrés. Nous avons saisi le Conseil d’État à ce sujet et je ne bougerai pas en attendant ». « Cela menace de déclencher un afflux devant nos consulats à Beyrouth et Ankara. Ça, je ne le veux pas ».
Mais en mars 2017, la Cour de Justice de l'Union européenne rend un arrêt favorable à la Belgique, estimant « que les Etats membres de l'UE ne sont pas obligés d'accorder de visas humanitaires à des personnes qui souhaitent demander l'asile sur leur territoire »,. Cette décision constitue une victoire pour Theo Francken qui avait plaidé, avec 13 autres États européens et la Commission, auprès de la Cour pour ne pas rendre obligatoire l'octroi de visa humanitaire aux personnes souhaitant se rendre sur un territoire pour demander l'asile.
Après cette décision de justice, Francken tweete « Yesss! Gewonnen! » (Yesss! Gagné!)

##### Accueil préférentiel des réfugiés syriens chrétiens
Présenté par certains médias de référence comme un Flamand anti-migrants, il assume son choix de privilégier l’accueil de certaines minorités plutôt que d'autres : ainsi, en avril 2018, il se félicite d'avoir sauvé 903 chrétiens syriens. L'un de ses proches collaborateurs sera condamné en 2021 pour corruption, fraude et trafic d’êtres humains, ayant exigé de familles syriennes chrétiennes de lui verser une rétribution (allant de 2 000 euros à 7 500 euros par personne) pour l’obtention d’un visa humanitaire.

#### Positions sur les questions migratoires

##### Attaques contre MSF
Le 21 mars 2017, Theo Francken rédige des tweets acerbes contre l'association Médecins sans Frontières qu'il accuse de contribuer à la traite des êtres humains et d'encourager l'immigration illégale,,.
Dans ses tweets, le secrétaire d'État à l'Asile et à la Migration reproche à MSF ses actions de sauvetage : « Par vos actions de sauvetage juste devant les côtes, vous créez un effet d'aspiration et donc plus de morts », ajoutant « Ils font de la traite d'êtres humains. Cela n'a plus rien à voir avec les réfugiés. Migration illégale ».
Stupéfaite, l'ONG s'adresse au Premier ministre Charles Michel,,, qui rappelle son secrétaire d'État à l'ordre et l'invite à rencontrer MSF. Theo Francken rencontre des membres de l'ONG et admet avoir été trop loin, mais sans pour autant s'excuser. Il exprime son respect pour le travail humanitaire effectué par MSF, mais il continue de dire que les opérations de sauvetage créent un effet d’aspiration qui mène à plus de noyades.

##### Accord avec le Soudan pour l'identification des migrants
Le 7 septembre 2017, Theo Francken annonce que le Soudan est prêt à délivrer des laissez-passer pour permettre le rapatriement de ses ressortissants qui séjournent illégalement en Belgique et à envoyer une équipe à Bruxelles permettant l'identification de ses ressortissants,,. Cette annonce suscite une vive polémique, le spécialiste du Moyen Orient Koert Debeuf soulignant qu'il est vraisemblable que cette équipe soit composée d'agents des services secrets soudanais,. L'affaire suscite alors de vives réactions de la Ligue des droits de l'homme, qui rappelle que le président soudanais Omar el-Béchir est poursuivi par la Cour pénale internationale pour crimes de guerre et crimes contre l'humanité, ainsi que des réactions d'Ecolo et du PS,.
Le 20 décembre, la presse révèle que plusieurs Soudanais entendus par l'équipe d'identification à Bruxelles et renvoyés dans leur pays auraient été enfermés et maltraités à leur retour, selon des témoignages que l'Institut Tahrir pour la politique au Moyen-Orient (Tahrir Institute for Middle East Policy) a pu récolter,. Le député écologiste Benoit Hellings souligne : « En Belgique, la délégation soudanaise disposait de la liberté la plus totale et faisait ce qu'elle voulait de ses ressortissants : aucune présence d'interprète, aucun contrôle de la part des autorités belges lors des auditions. Les droits de ces personnes ont été complètement bafoués », avant de conclure que la faute commise par le secrétaire d'État « est lourde » et « ne peut pas rester sans conséquences ».
Le 21 décembre, le Premier ministre Charles Michel évoque un moratoire sur les rapatriements de Soudanais jusqu'à la fin janvier, ce que Theo Francken qualifie « d'absurde » puisque, selon lui, aucun nouveau rapatriement n'était programmé avant cette date. Or il apparaît très vite qu'au moins une expulsion vers le Soudan était bien prévue durant le mois de janvier, ce qui oblige Theo Francken à présenter ses excuses au Premier ministre le 22 décembre.
Devant la commission des Affaires intérieures de la Chambre convoquée en urgence, le secrétaire d'État admet « avoir menti sciemment au sujet du moratoire sur les expulsions des Soudanais » selon le député écolo Benoît Hellings. À la suite de ce mensonge, Karel De Gucht (ex-Commissaire européen), Elio Di Rupo, Olivier Maingain, Alda Greoli et la FGTB réclament sa démission.

##### Hashtag #opkuisen (#nettoyer)
Le 13 septembre 2017 Francken publie un message sur Facebook « Ce matin, 14 personnes ont été arrêtées dans le parc Maximilien et 9 dans la gare du Nord » suivi du hashtag #opkuisen, ce qui signifie « nettoyer »,,.
Le vice-premier ministre libéral Alexander De Croo (Open VLD) réagit en affirmant « Aucun homme, Belge, réfugié, peu importe qui, ne mérite un tel langage ».
Le président du CD&V, Wouter Beke, n'apprécie pas non plus le ton de Francken : « On ne parle pas des gens en termes de nettoyage. Si un membre du gouvernement ne fait pas preuve de respect, comment peut-on alors attendre du respect des citoyens ? ».
Du côté de l'opposition, le parti écologiste flamand Groen réagit en tweetant « Vuil moet je #opkuisen, mensen niet » (il faut #nettoyer la saleté, pas les gens) et en invitant les gens à poster des photos de leurs déchets en réutilisant le hashtag en question ; les réactions sont nombreuses, dont celle du député Groen Wouter De Vriendt qui dénonce un langage dégoûtant venant du politicien le plus populaire de Flandre et le silence de la majorité gouvernementale,,.
L'ancien secrétaire d'État sp.a Bruno Tuybens parle d'un "choix de termes humiliants et déshumanisants" et le président du PTB demande « Nettoyer des enfants, comment fais-tu cela, Theo ? »,.
Theo Francken répond le soir même sur Facebook « Je ne nettoie pas des gens, je nettoie des problèmes et je vais continuer à le faire »,,,.
Le 15 septembre, le secrétaire d'état se fait rappeler à l'ordre par son premier ministre, Charles Michel qui a fait savoir qu'il ne considérait pas cette formulation comme appropriée.
Trois jours plus tard, Francken déclare à la radio flamande « Nous essayons de résoudre le problème dans le Parc Maximilien. J'ai utilisé le mot "nettoyer", je n'aurais pas dû utiliser ça. Il ne s'agit pas de nettoyer les gens, bien sûr, mais de s'attaquer au problème. C'est une  chose à laquelle je travaille jour et nuit. Nettoyer, résoudre... Il ne s'agit pas de ces gens, pour moi. Pas du tout. »,.

##### Enfermement d'enfants
En mai 2018, Theo Francken obtient du comité ministériel restreint (le « kern ») le feu vert pour son projet d'extension du centre fermé 127 bis de Steenokkerzeel au moyen d'« unités (ou logements) pour les familles » destiné aux familles avec enfants qui refusent de quitter volontairement le territoire,. Ce projet déclenche la colère du monde associatif, de la Ligue des droits de l'Homme et du délégué général aux droits de l'enfant qui martèle « On n'enferme pas un enfant. Point ». Pour les associations, détenir un enfant est inacceptable et contraire à la Convention relative aux droits de l'enfant de 1989, que la Belgique a ratifiée. Le Ciré (Coordination et initiatives pour réfugiés et étrangers), la Ligue des droits de l'Homme et le délégué général aux droits de l'enfant rappellent que la Cour européenne des droits de l'homme a condamné trois fois la Belgique pour avoir enfermé, entre 2004 et 2008, plus de 2 000 enfants avec leurs parents dans des centres fermés.
En juin, Francken répond au courrier envoyé par Dunja Mijatovic, la commissaire aux droits de l'homme du Conseil de l'Europe, qui déplorait l'absence de solutions de rechange efficaces à l'enfermement d'enfants avec leur famille : la commissaire rappelait que des enfants ne devraient jamais être enfermés, et pas non plus en raison du statut migratoire de leurs parents. Theo Francken répond en confirmant que les unités en question seront bien ouvertes à l'été 2018, que « ces unités sont destinées à accueillir des familles qui résident illégalement sur le territoire belge et refusent manifestement de retourner dans leur pays d'origine, seulement après avoir épuisé toutes les voies de recours possibles » et que la détention de ces familles n’intervient qu'après « un système en cascade de mesures moins coercitives» et une « série d’alternatives ». Il insiste sur le fait que, selon la loi belge, des familles avec enfants ne peuvent être détenues que « pour une courte période et dans un environnement adapté à leurs besoins » et que « les intérêts de l'enfant sont toujours pris en compte lors d'une telle décision».
En août 2018, une première famille est enfermée dans l'une des nouvelles « unités familiales » : il s'agit d'une famille serbe comptant quatre enfants, qui a été déboutée de toutes les procédures en vue d'obtenir un titre de séjour et est en séjour illégal depuis 2013. À deux reprises, elle a été placée dans une maison ouverte, dont elle a fui à chaque fois.
Ces enfermements d'enfants provoquent plusieurs initiatives comme le lancement d'une campagne « On n'enferme pas un enfant. Point », rejointe par trois cents associations, et la création du collectif « NotinMyName ».

##### LivreContinent sans frontière
Fin septembre 2018, Theo Francken publie un livre intitulé Continent sans frontière dans lequel il expose son analyse géopolitique d'une Europe perçue à un tournant après des années d'erreurs et d'errements.
Francken y écrit que « l'histoire de la crise migratoire européenne est une saga qui dépasse l'imagination. Elle est celle d'entêtements, d'opportunités manquées et d'une naïveté que frôle la caricature. Cela parce que l'Union européenne a toléré la migration illégale pendant toutes ces années, et n'arrive toujours pas à formuler une réponse commune au problème ».
Il accuse les journalistes d'avoir réalisé un cadre médiatique (« framing ») qui présente les réfugiés comme des familles syriennes fuyant la guerre, alors qu'il s'agissait surtout d'Irakiens et d'Afghans qui sont arrivés en Europe pour des raisons économiques.
Theo Francken consacre une partie de son ouvrage à détailler le système australien de « tolérance zéro » à l’égard de l'immigration clandestine. Au début des années 2000, le gouvernement australien a mis en place l'opération « Relex » par laquelle l'armée avait pour mission d'intercepter les navires chargés de migrants avant leur arrivée dans les eaux territoriales et de les remettre aux garde-côtes indonésiens : « En 2001, 5.516 personnes avaient atteint illégalement l’Australie par voie maritime. L'année suivante, un seul et unique migrant réussit la traversée. En quelques semaines, l’Australie était parvenue à démanteler le modèle commercial des passeurs ».
Dans son livre, Theo Francken envoie quelques missiles à destination d'une certaine gauche qu'il juge naïve et pour laquelle « L'Australie est le diable incarné ».

##### Pacte mondial sur les migrations et crise gouvernementale
En septembre 2018, le Premier ministre belge Charles Michel annonce devant l'Assemblée générale de l'ONU que la Belgique signera le Pacte mondial sur les migrations à Marrakech en décembre mais, six semaines plus tard, une porte-parole de Theo Francken affirme « Nous ne signerons pas ce texte »,. Selon cette porte-parole, le pacte n'est compatible ni avec l'accord de gouvernement, ni avec le programme du parti.
Le 6 décembre, la question est soumise au Parlement à la demande du premier Ministre Charles Michel, qui espère y trouver une « majorité de rechange » lui permettant de passer outre à l'opposition de la N-VA, son partenaire au gouvernement. La Chambre approuve, par 107 voix pour et 36 voix contre,, la proposition de résolution demandant au gouvernement d'approuver le Pacte de l'ONU sur la migration grâce à une majorité de rechange associant trois des quatre partis de la coalition gouvernementale (le MR, le CD&V et l'Open Vld) et sept partis de l'opposition (socialistes sp.a et PS, écologistes Groen et Ecolo, centristes cdH, libéraux-sociaux DéFI, extrême-gauche PTB/PvdA). Seuls le parti nationaliste flamand N-VA et les partis d'extrême droite Vlaams Belang et PP votent contre,.
Le lendemain, Theo Francken annonce via Twitter qu'il organise le dimanche 9 décembre dans sa commune de Lubbeek une conférence publique consacrée au Pacte de l'ONU et explique via Facebook les raisons de l'opposition de son parti au Pacte : « Un pacte migratoire ne peut pas lier la Belgique », « Je me battrai contre cela jusqu'à la dernière seconde », « L'idée selon laquelle les Flamands doivent pouvoir décider seul de leur avenir appartient à l'ADN de notre parti. C'est pour cela que nous nous battons pour une indépendance flamande par le biais d'un modèle de gestion confédérale ». Il dénonce le carcan international qui enserre la politique migratoire, qu'il s'agisse de la Commission européenne et des juridictions européennes ou des Nations unies.
Le 8 décembre, le nationaliste flamand déclare dans une interview : « S'il y a un engagement sur le pacte sans notre accord, la N-VA sortira du gouvernement »,. Le même jour, à 20h40, les ministres N-VA Jan Jambon et Theo Francken claquent la porte du Conseil des ministres. Peu après 22h30, le Premier ministre acte la chute de sa coalition : « La N-VA est partie du Conseil des ministres ce samedi soir. Je constate qu'elle a quitté la majorité suédoise ». Il annonce qu'il va remplacer les trois ministres N-VA et confirme qu'il prendra l'avion dimanche pour Marrakech pour « défendre au nom du gouvernement, la parole de la Belgique ».
Le 9 décembre 2018, durant la matinée, Francken fait part de l'envoi de sa lettre de démission et la presse annonce qu'il est remplacé par Maggie De Block à l'Asile et à la Migration, les compétences des autres ministres et secrétaires d'état N-VA (Jan Jambon, Johan Van Overtveldt, Sander Loones et Zuhal Demir) étant également redistribuées entre les membres du gouvernement,,.
Au même moment, lors de la conférence publique qu'il tient en sa commune de Lubbeek devant ses partisans, Francken explique le silence entretenu durant de longs mois par la N-VA sur le Pacte : « Si j’avais critiqué le Pacte avant l’élection de notre représentant au Conseil de Sécurité, on aurait sans doute eu des problèmes pour l’obtenir ». Il pointe du doigt l'attitude haineuse de l'Open VLD et du CD&V et dit, par contre, ne pas accuser Charles Michel qui « cherchait vraiment un compromis ». Il reconnait que le Premier ministre a tout fait pour le retenir au gouvernement : « Il a fait beaucoup d’effort jusqu’à la dernière minute. Mais les deux autres partenaires flamands, CD&V et Open VLD, ont dit "non, la NV-A doit partir". A ce moment-là, ça devient impossible pour Monsieur Michel, donc sans rancune ».

#### Sympathie envers les indépendantistes catalans
Le 4 octobre 2017, le parti nationaliste flamand N-VA, auquel appartient Theo Francken, manifeste sa sympathie envers les indépendantistes catalans en déployant un drapeau catalan dans les couloirs du parlement fédéral belge et un autre dans l'hémicycle du Parlement européen.
Quelques semaines plus tard, le 29 octobre, Theo Francken déclare que le président catalan Carles Puigdemont, destitué après la déclaration d'indépendance de la Catalogne, pourrait faire une demande d'asile en Belgique et s'interroge sur le fait qu'il puisse « être assuré d'un procès équitable en Espagne ».
Cette déclaration est qualifiée d'« inacceptable » par Madrid et force le Premier ministre belge Charles Michel à appeler son secrétaire d'État à ne pas « jeter d'huile sur le feu »,.

#### Position sur la burqa et le niqab
Le 23 octobre 2017, Francken publie un tweet où il plaide pour une interdiction européenne de la burqa et du niqab.
Il évoque à cette occasion une danoise en burqa à Zaventem que l'on n'a pas laissé entrer dans le pays et que l'on a renvoyée en Tunisie. Il dit en avoir ensuite discuté avec son collègue danois Inger Stojberg : le Parlement danois a agi et il y aura une interdiction de la burqa, tout comme en Belgique et en France, selon Francken. Et de conclure « Il faudrait une interdiction européenne de la burqa et du niqab. Ces robes ne conviennent pas en Europe. C'est contre nous. C'est utilisé comme une résistance contre l'Occident. Pourquoi tolérons-nous tout cela ? ».

#### Réactions à la politique de Francken au sein des partis de la majorité gouvernementale

##### Sabine de Bethune
La politique menée par Francken provoque le rejet non seulement de l'opposition et du monde associatif mais également dans les partis de la majorité : ainsi l'ancienne présidente du Sénat Sabine de Bethune s'exclame sur les réseaux sociaux « Envie de pleurer. Ce n’est pas mon pays, ce n’est pas ma Flandre », déclaration appréciée entre autres par Herman Van Rompuy, ancien Président du Conseil européen et membre du même parti social-chrétien Christen-Democratisch en Vlaams (CD&V).

##### Maggie De Block et Gwendolyn Rutten
Le 9 décembre 2018, alors qu'elle récupère les compétences de l'ancien secrétaire d'État à l'Asile et à la Migration, Maggie De Block déclare récupérer « un département en crise et en situation de chaos » et vouloir revoir les quotas d'asile de Theo Francken.
La présidente des libéraux flamands, Gwendolyn Rutten, déclare de son côté qu'avec Maggie De Block, « il y a aura moins de paroles et de tweets, mais plus d'actes en matière d'asile et de migration ».

## Décoration
Par arrêté royal en date du 23 juin 2019, Theo Francken est nommé au grade de grand officier de l'ordre de Léopold II. Cette décoration lui est retirée, à sa demande, par l'arrêté royal du 18 mars 2021.